# Liste von Xylographen und xylographischen Anstalten

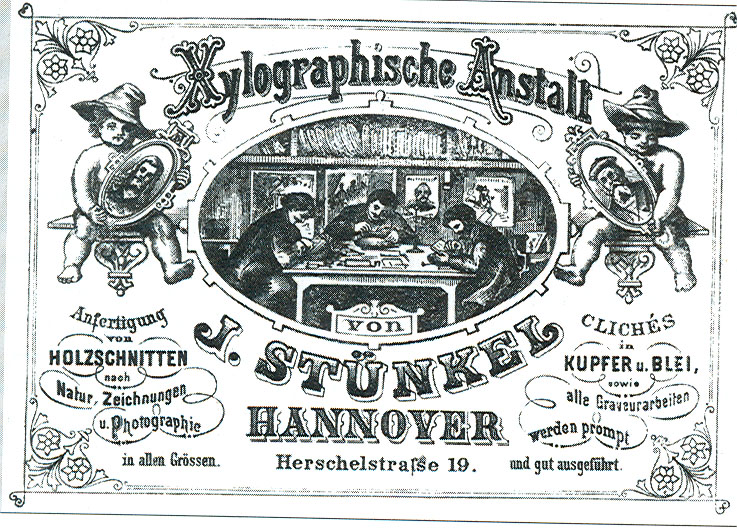
Gewerbliches Inserat der Xylographischen Anstalt von J. Stünkel, Hannover

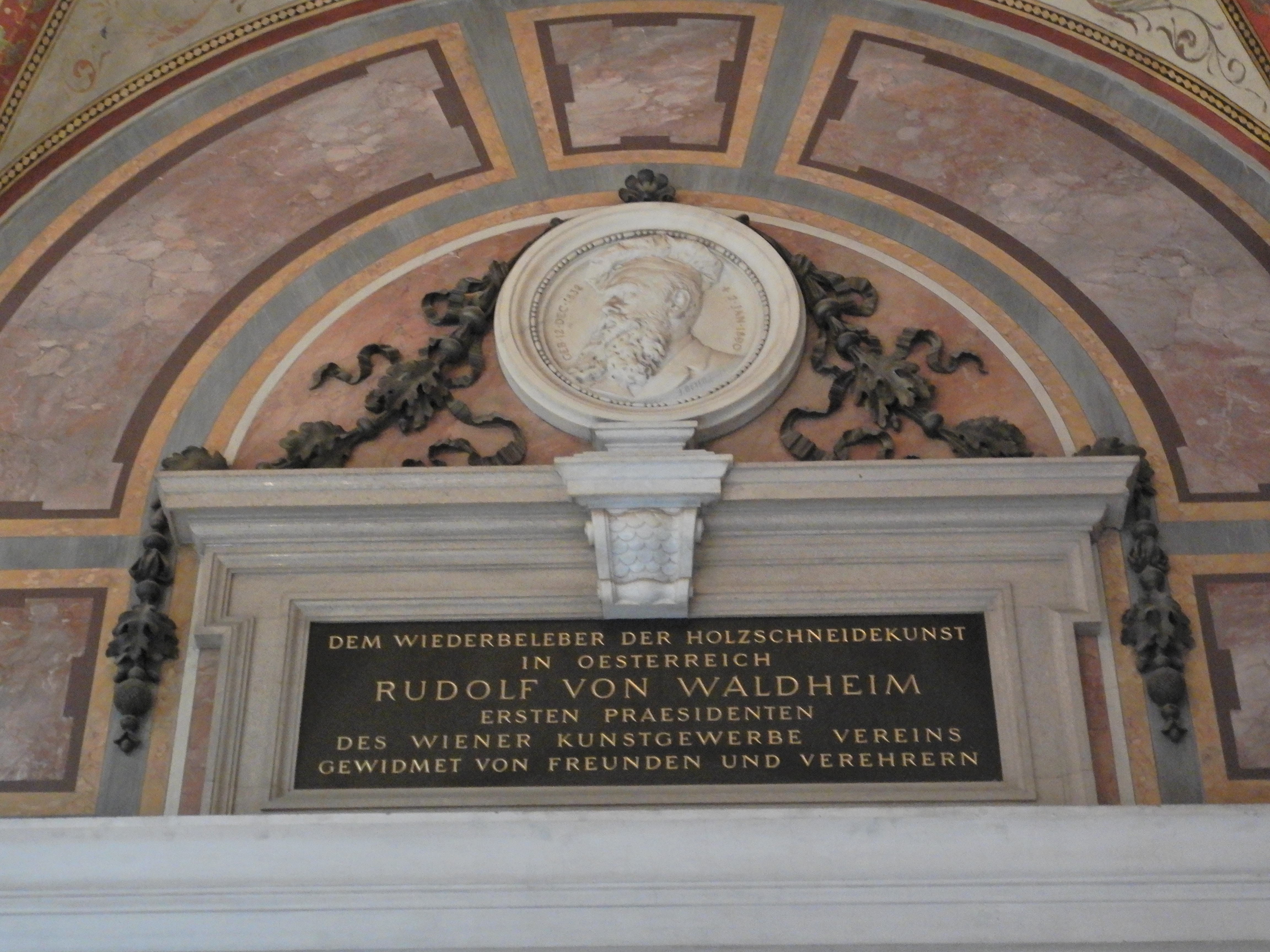
Gedenktafel für Rudolf Schürer von Waldheim (Wien, Stubenring 5)

Die Abteilungen im Verlagshaus von Eduard Hallberger

Mit dem Aufkommen des mittels Grabsticheln in Hirnholz ausgeführten Holzstichs entwickelte sich neben dem Formschneider die Tätigkeit des Xylographen im engeren Sinn. Es entstehen im 19. Jahrhundert spezielle xylographische Anstalten als eigenständige Institute bzw. entsprechende Abteilungen in größeren Unternehmen des Druck- und Verlagsgewerbes. Sie spielen eine wichtige Rolle für die Illustration von Zeitungen, Zeitschriften, Büchern und gewerblichen Publikationen.

## Personen und Firmen

### A
- Xylographische Anstalt W. Aarland in Kassel
- Wilh. Aarland & Sohn, Leipzig
- Carl Abel, Leipzig[2]
- Agentur des Rauhen Hauses, Horn bei Hamburg[3]
- Xylographische Anstalt von Eduard Ade, Stuttgart[4][5]
- Bruno Ahnert, Berlin[6]
- H. Bruno Albrecht, Xylographische Anstalt, Galvanoplastik und Stereotypie mit Dampfbetrieb, Leipzig[7]
- Allanson's xylographische Anstalt, Leipzig
- Allgaier & Siegle, Xylogr. Anstalt, Stuttgart[3]
- Melchior Altparch, Wien[8]
- Karl Ansel, Dresden[6]
- Hermann Arens, Berlin[9]
- Arnz & Comp., Xylographische Anstalt, Düsseldorf[10]
- Artistisches Institut, Carlsruhe[9]
- Albert Aschinger, Stuttgart[9]
- L. Aufrecht, Ulm[3]
- Karls Augsburg, Berlin[9]

### B
- Hermann Bähr, Leipzig[9]
- R. Baldamus, Berlin[9]
- G. Balk, Frankfurt am Main[9]
- Xylographische Anstalt von J Baudouin, Berlin[11]
- Gustav Bauer, Dresden[11][12]
- Max Baum, Hanau am Main[11]
- Bazar-AG, Berlin[11]
- Beller, Ulm[3]
- Otto Below, Berlin[11]
- Bengs & Kressmann, Chemnitz[11]
- Otto Bengs, Chemnitz[11]
- Christian Benz, Stuttgart[11]
- Emil Berger, Leipzig[13]
- Gebr. Berger, Stuttgart[14]
- Gottlob Berger, Stuttgart[14]
- P. Berger, Stuttgart[14]
- Bergische Kunstanstalt, Hagen-Solingen[14]
- Paul Beyer, Erfurt[14]
- Das bibliographische Institut, Hildburghausen[3][14]
- A. Boehden, Berlin[10]
- Xylographische Anstalt von Richard Bong, Berlin
- Bong & Hönemann, xylographische Kunst-Anstalt, Berlin
- Robert Bosse, Braunschweig[10]
- Braun & Schneider, xylographische Anstalt, München[3]
- Breidenbach & Baumann, Düsseldorf
- R. Brend’amour & Co. Xylographische Kunst-Anstalt. Braunschweig[15]
- Xylographische Anstalt von R. Brend’amour and Comp. Düsseldorf[16]
- F.A. Brockhaus Xylographische Anstalt, Leipzig

### C
- Adolf Closs Nachfolger, Xylographisches Institut, Stuttgart[17]
- Xylographische Anstalt von Albert Closs, Stuttgart
- Xylographische Anstalt von Closs und Ruff, Stuttgart

### D
- Carl Deis, Xylograph, Stuttgart[3]
- Carl Deucker, Wiesbaden[8]
- Dunker & Peiser, Xylographische Anstalt, Leipzig[18]

### F
- Falckenberg & Comp., Magdeburg[3]
- P. S. Fladung, Wien[8]
- Joh. Gottfr. Flegel, Leipzig[3][19]
- A. Flentjen, Schaffhausen[3]
- H. Forwerk & Co., Leipzig
- Carl Frisch, Xylographisches Atelier, Braunschweig[20]

### G
- Rudolph Gaschen, Bern[10]
- A. Gerlach und J. Wegner, Halle[10]
- F. W. Gubitz, Berlin[10]

### H
- Anton Haas, Aachen
- Gottl. Haase Söhne, Prag[3]
- Hackenberg, Wien[8]
- Haenel'sche Hofbuchdruckerei (Alb. Haenel), Magdeburg[3]
- Xylographische Anstalt Eduard Hallberger, Stuttgart
- W. Hecht‛s xylogr. Anstalt,
- Hess, Xylograph, Stuttgart[3]
- Emil Heur, Xylographische Anstalt, Leipzig[21]
- Xylographische Anstalt von Heuer & Kirmse, Berlin
- Xylographische Kunst-Anstalt von Martin Hönemann, Berlin[22]

### K
- Carl Kachler, Xylograph, Stuttgart[3]
- Kaeseberg & Oertels, Xylographisches Institut, Leipzig.
- Xylographische Anstalt von Keck & Pierer, Wien[8]
- D. Paulus Keiner, Xylograph, Suhl[3]
- H. Klitzsch und W. Rochlitzer, Xylographische Anstalt, Leipzig[23]
- A. Knobloch & L. Berndt, Leipzig
- Ignaz Kohn, Wien[8]
- Xylographische Anstalt von Kopf & Leisna, Wien
- Xylographische Anstalt Kopp & Zeising
- Xylographische Kunstanstalt von Aug. Krämer, Stuttgart[24]
- Eduard Kretzschmar, Leipzig[3]
- Gebrüder Kröner, Xylographisches Institut
- Wilh. Herm. Krüger, Leipzig[3]
- Xylographische Anstalt von Kühn & Ade, Stuttgart[25]
- Kunz & Gehler, Stuttgart
- Max Kutscher, Xylographische Anstalt, Berlin

### L
- M. J. Landau, Wwe., Prag[3]
- Xylographische Anstalt von Carl Laufer, Leipzig[3]
- C. Laufer's xylographische Anstalt (Ferd. Rösch), Leipzig
- Xylographische Anstalt von Lips & Spalinger, Schaffhausen[3]
- Xylographische Kunstanstalt „Lipsia“, Leipzig
- Heinrich Loedel, Göttingen[10]

### M
- C. J. Mäcken Sohn (Carl Mäcken), xylographische Anstalt, Reutlingen[3]
- Xylographische Anstalt. F. X. Matolony, Wien
- Heinrich Matthes, xylographische Anstalt, Leipzig
- Mauch & Comp., xylograph. Anstalt, Stuttgart[3]
- Carl Wilhelm Medau, Leitmeritz[3]
- Georg Metzger, Braunschweig[10]
- Gebrüder Meyer, Braunschweig[10]
- Jacob Müller, Wien[8]
- Karl Müller, Xylograph, Stuttgart[3]
- Moritz Müller, Berlin[10]
- J. R. Müller, Xylographische Anstalt in Zürich[26]
- C. Muquardt, Brüssel[10]

### N
- Gebrüder Nickel, Dessau[10]

### O
- Obermüller, Hannover[10]

### P
- Gustav Pönicke, Leipzig[3]
- Xylographischen Atelier von A. Probst, Braunschweig[27]

### R
- Xylographische Anstalt G. Rau, Stuttgart
- Emil H. Reimann, Xylographische Anstalt in Stuttgart[28]
- Emil Roller, xylographische Anstalt, München[3]
- Rosenzweig, Kassel[10]
- Xylographisches Institut von O. Roth, Leipzig
- Ferdinand Rühle, Dresden[10]
- Rusing & Ehrhardt, Stuttgart

### S
- Joh. Heinr. Saalborn, Leipzig[3]
- Karl Scheffler, Wien[8]
- H. Schnackenburg's Litho- und typographische Anstalt, Riga[3]
- Emil Schröter, Xylographisches Atelier, Leipzig
- Carl Hermann Schulze, Xylographische Anstalt, Leipzig[29]
- Gebrüder Siméon, Xylograph.-artist. Institut, Braunschweig[30]
- Xylographische Anstalt von E. Singer, Leipzig[31]
- Xylographisches Atelier von Otto Spamer, Leipzig
- C. Stein & Wiedenbach, Braunschweig
- J. Strünkel, Xylographische Anstalt, Hannover
- Xylographische Anstalt Carl Süss, Breslau
- Xylographische Anstalt Emil Süss, Breslau
- Switiroch, Wien[8]

### T
- Ferdinand Tegetmeyer, Leipzig
- Heinrich Emil TRAUTMANN, Dresden[32]

### V
- Xylographisches Atelier von Friedrich Vieweg und Sohn[10]
- A. Vogel, Berlin[10]
- Robert Vogel, Karlsruhe[10]

### W
- Josef Walla, München
- Xylographische Anstalt von Rudolf von Waldheim, Wien
- Friedr. Wolf, Leipzig[3]

### X
- Xylographische Anstalt k. k. Hof- und Staatsdruckerei, Wien[8]
- Xylographische Anstalt der österreich. illustr. Zeitung, Wien[8]
- Xylographische Anstalt, Stuttgart

### Z
- Carl Zimmermann, Xylographische Anstalt, Leipzig[33]

## Links
- Illustratorenverzeichnis für Die Gartenlaube (deutsche Wikisource; die Gartenlaube war die erste große erfolgreiche deutsche Zeitschrift in der zweiten Hälfte des 19. Jahrhunderts.)